# سیارک ۱۵۱۴۵
سیارک ۱۵۱۴۵ (به انگلیسی: 15145 Ritageorge، نامگذاری:2000EF117) پانزده هزار و صد و چهل و پنجمین سیارک کشف شده‌است که در ۱۰ مارس ۲۰۰۰ کشف شد.
قدر مطلق سیارک برابر ۱۶.۲ است.